# رنو پریماستلا
رنو پریماستلا (Renault Primastella) خودرویی است که در سال‌های ۱۹۳۲ تا ۱۹۳۵توسط رنودر فرانسه تولید شده‌است. طراحی آن خودروهای موتور جلو-محور عقب بوده است. سیستم جعبه‌دندهٔ آن ۳ دنده به صورت دستی است.